# Matt Phillips
Matthew "Matt" Phillips, född 13 mars 1991, är en engelskfödd skotsk fotbollsspelare (ytter) som spelar för Oxford United. Han har även representerat Skottlands landslag.

## Karriär
Den 6 juli 2016 värvades Phillips av West Bromwich Albion, där han skrev på ett fyraårskontrakt. Den 31 augusti 2019 skrev Phillips på ett nytt treårskontrakt med West Bromwich Albion. I augusti 2021 förlängde han sitt kontrakt fram till sommaren 2024.